# România la Jocurile Olimpice de vară din 1968

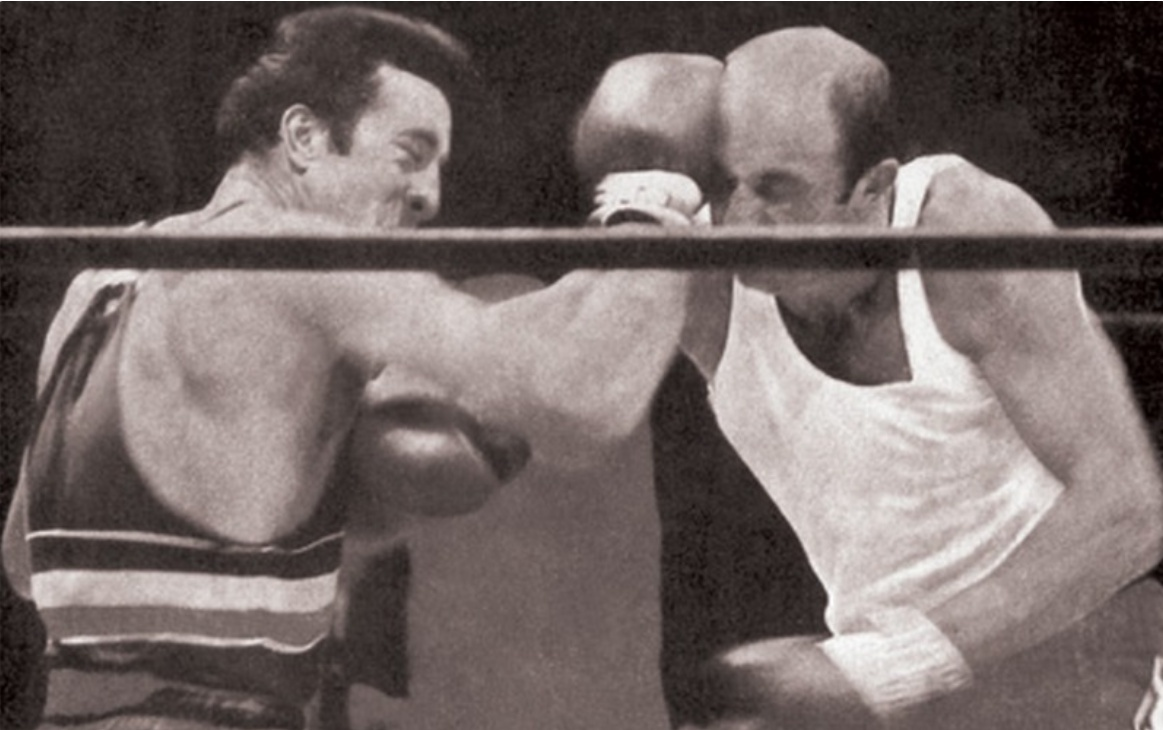
Ion Monea (la stânga)

România a participat la Jocurile Olimpice de vară din 1968 care au avut loc la Ciudad de México, Mexic, în perioada 12-27 octombrie 1968. Caiacistul Aurel Vernescu a fost portdrapelul României la ceremonia de deschidere.

## Medalii

### Aur
- Viorica Viscopoleanu — Atletism, Sǎritura în lungime feminin
- Lia Manoliu — Atletism, Aruncarea discului feminin
- Serghei Covaliov și Ivan Patzaichin — Canoe, C2 1000 m masculin
- Ion Drîmbă — Scrima

### Argint
- Ileana Silai — Atletism, 800 m feminin
- Mihaela Peneș — Atletism, Aruncarea suliței feminin
- Ion Monea — Box
- Anton Calenic, Dimitrie Ivanov, Haralambie Ivanov, și Mihai Țurcaș — Caiac-Canoe
- Marcel Roșca — Tir
- Ion Baciu — Lupte greco-romane

### Bronz
- Calistrat Cuțov — Box
- Viorica Dumitru — Canoe
- Ileana Gyulai-Drîmbă, Ana Pascu, Ecaterina Stahl-Iencic, Olga Szabo-Orban și Maria Vicol — Scrimă
- Simion Popescu — Lupte libere
- Nicolae Martinescu — Lupte greco-romane

## Atletism

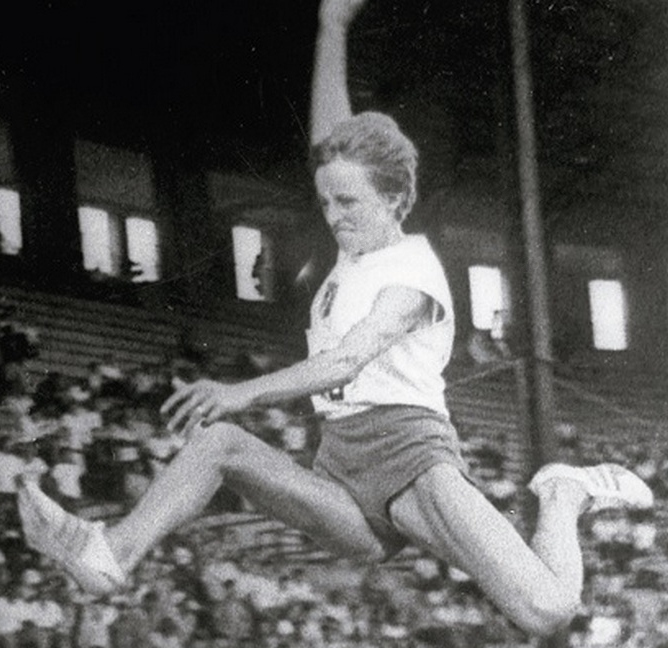
Viorica Viscopoleanu

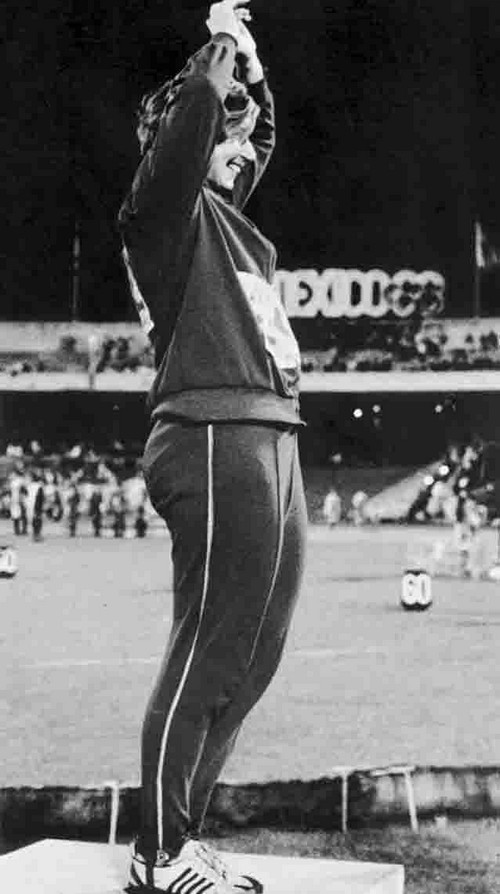
Lia Manoliu

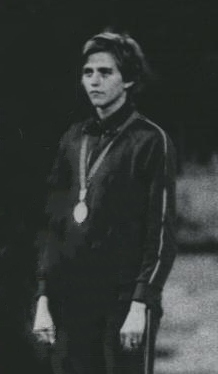
Ileana Silai
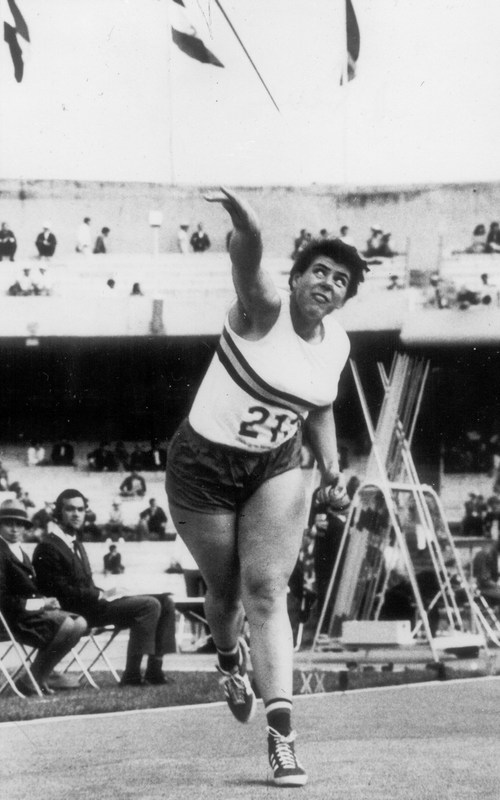
Mihaela Peneș

Probe pe șosea și pistă
| Atlet                 | Probă        | Serie    | Serie | Semifinală | Semifinală | Finală       | Finală       |
| Atlet                 | Probă        | Rezultat | Loc   | Rezultat   | Loc        | Rezultat     | Loc          |
| --------------------- | ------------ | -------- | ----- | ---------- | ---------- | ------------ | ------------ |
| Leonida Caraiosifoglu | 20 km marș   | N/A      | N/A   | N/A        | N/A        | 1:37:07,6    | 9            |
| Ileana Silai          | 800 m        | 2:04,1   | 2     | 2:05,9     | 2          | 2:02,5       | 2            |
| Valeria Bufanu        | 80 m garduri | 10,9     | 2     | 11,0       | 7          | nu a avansat | nu a avansat |

Probe pe teren
| Atlet                | Probă      | Calificare | Calificare | Finală       | Finală       |
| Atlet                | Probă      | Distanță   | Loc        | Distanță     | Loc          |
| -------------------- | ---------- | ---------- | ---------- | ------------ | ------------ |
| Csaba Dosa           | înălțime   | 2,03       | 32         | nu a avansat | nu a avansat |
| Șerban Ciochină      | triplusalt | 16,21      | 8          | 15,62        | 13           |
| Virginia Bonci       | înălțime   | 1,65       | 21         | nu a avansat | nu a avansat |
| Viorica Viscopoleanu | lungime    | 6,48       | 3          | 6,82         | 1            |
| Lia Manoliu          | disc       | N/A        | N/A        | 58,28        | 1            |
| Olimpia Cataramă     | disc       | N/A        | N/A        | 50,20        | 13           |
| Mihaela Peneș        | suliță     | N/A        | N/A        | 59,92        | 2            |

Probe combinate
| Atletă           | Probă    | 80 m g | AG    | SI   | SL   | 200 m | Total | Loc |
| ---------------- | -------- | ------ | ----- | ---- | ---- | ----- | ----- | --- |
| Cornelia Popescu | Rezultat | 12,1   | 11,25 | 1,62 | 5,89 | 26,2  | 4435  | 22  |
| Cornelia Popescu | Puncte   | 876    | 803   | 965  | 964  | 827   | 4435  | 22  |

- Ileana Silai
- Mihaela Peneș

## Box
| Sportiv          | Probă                 | Primul meci            | Al 2-lea meci        | Al 3-lea meci           | Sferturi                    | Semifinale         | Finală               | Finală |
| Sportiv          | Probă                 | Adversar Rezultat      | Adversar Rezultat    | Adversar Rezultat       | Adversar Rezultat           | Adversar Rezultat  | Adversar Rezultat    | Loc    |
| ---------------- | --------------------- | ---------------------- | -------------------- | ----------------------- | --------------------------- | ------------------ | -------------------- | ------ |
| Constantin Ciucă | muscă masculin        | Hilmann (MAR) C 4–1    | Olech (POL) P 2–3    | N/A                     | Nu a avansat                | Nu a avansat       | Nu a avansat         | =9     |
| Nicolae Gîju     | cocoș masculin        | N/A                    | Goss (USA) C 5–0     | Mukwanga (UGA) P AOL    | Nu a avansat                | Nu a avansat       | Nu a avansat         | =9     |
| Aurel Simion     | pană masculin         | Santamaría (NCA) C 5–0 | García (ARG) P 0–5   | N/A                     | Nu a avansat                | Nu a avansat       | Nu a avansat         | =9     |
| Calistrat Cuțov  | semiușoară masculin   | N/A                    | Nikkinen (FIN) C 5–0 | Lahdhili (TUN) C 5–0    | Pilicev (BUL) C 4–1         | Harris (USA) P 0–5 | Nu a avansat         | 3      |
| Antoniu Vasile   | ușoară masculin       | Dong (CMR) C k.o.      | Galhia (TUN) C NP    | Regüeiferos (CUB) P AOL | Nu a avansat                | Nu a avansat       | Nu a avansat         | =9     |
| Victor Zilberman | semimijlocie masculin | N/A                    | Hansen (DEN) C AOL   | Gáli (HUN) C 5–0        | Bessala (CMR) P AOL         | Nu a avansat       | Nu a avansat         | =5     |
| Ion Covaci       | mijlocie masculin     | Stachurski (POL) C 3–2 | Bentini (ITA) C 5–0  | N/A                     | Lagutin (URS) P 0–5         | Nu a avansat       | Nu a avansat         | =5     |
| Ion Monea        | semigrea masculin     | N/A                    | Reimers (FRG) C 5–0  | N/A                     | Ayinla-Adekunle (NGR) C 3–2 | Dragan (POL) C 4–1 | Pozniakas (URS) P NP | 2      |
| Ion Alexe        | grea masculin         | Coker (SLE) C 5–0      | N/A                  | N/A                     | Foreman (USA) P AOL         | Nu a avansat       | Nu a avansat         | =5     |

## Caiac canoe

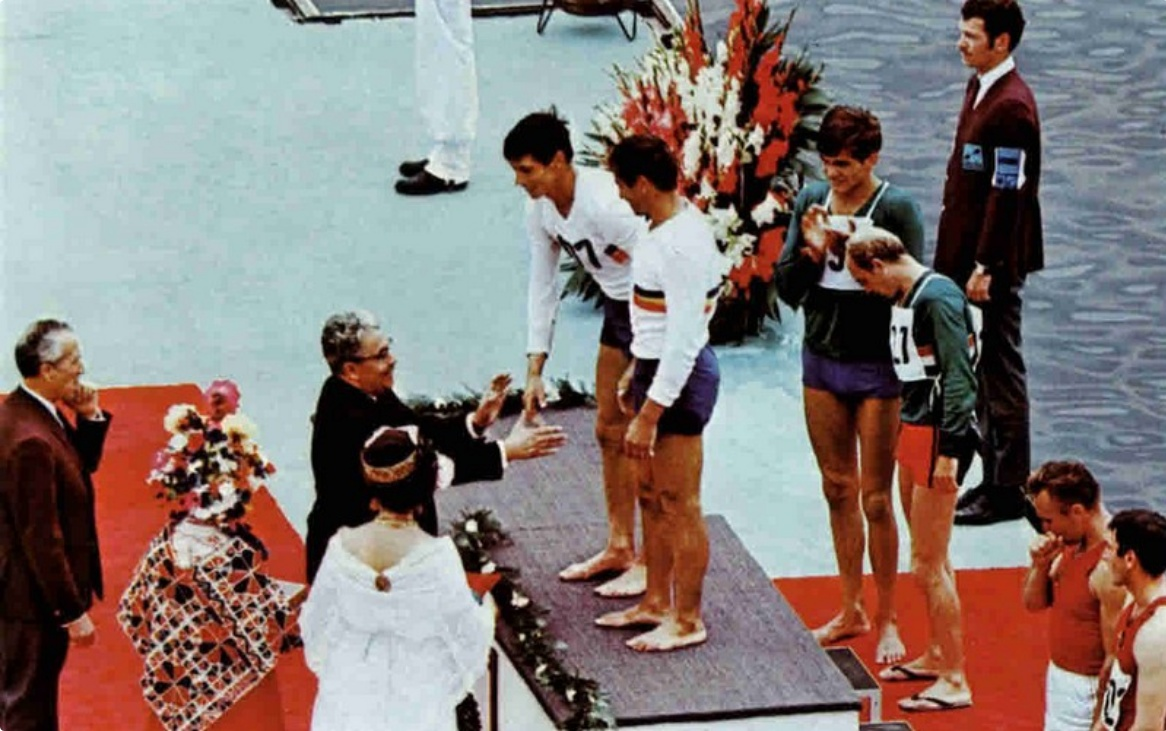
Serghei Covaliov și Ivan Patzaichin

| Sportiv                                                      | Probă               | Serie  | Serie | Semifinale | Semifinale | Recalificări | Recalificări | Finală  | Finală |
| Sportiv                                                      | Probă               | Timp   | Loc   | Timp       | Loc        | Timp         | Loc          | Timp    | Loc    |
| ------------------------------------------------------------ | ------------------- | ------ | ----- | ---------- | ---------- | ------------ | ------------ | ------- | ------ |
| Ivan Patzaichin                                              | C-1 1000 m masculin | 4:28,3 | 1     | N/A        | N/A        | N/A          | N/A          | 4:49,32 | 7      |
| Ivan Patzaichin Serghei Covaliov                             | C-2 1000 m masculin | 4:03,4 | 1     | N/A        | N/A        | N/A          | N/A          | 4:07,18 | 1      |
| Andrei Conțolenco                                            | K-1 1000 m masculin | 4:03,7 | 2     | N/A        | N/A        | 4:06,78      | 3            | 4:09,96 | 7      |
| Atanasie Sciotnic Aurel Vernescu                             | K-2 1000 m masculin | 3:36,5 | 1     | N/A        | N/A        | 3:43,94      | 1            | 3:45,18 | 6      |
| Anton Calenic Dimitrie Ivanov Haralambie Ivanov Mihai Țurcaș | K-4 1000 m masculin | 3:18,0 | 1     | N/A        | N/A        | 3:19,88      | 1            | 3:14,81 | 2      |
| Viorica Dumitru                                              | K-1 500 m feminin   | 2:10,0 | 1     | N/A        | N/A        | N/A          | N/A          | 2:13,22 | 3      |
| Valentina Serghei Viorica Dumitru                            | K-2 500 m feminin   | 1:59,6 | 2     | N/A        | N/A        | N/A          | N/A          | 1:59,17 | 4      |

## Canotaj
| Sportiv                                                                                 | Probă                   | Serie   | Serie | Recalificări | Recalificări | Semifinale   | Semifinale   | Finală B     | Finală B     | Finală A      | Finală A      | Loc |
| Sportiv                                                                                 | Probă                   | Timp    | Loc   | Timp         | Loc          | Timp         | Loc          | Timp         | Loc          | Timp          | Loc           | Loc |
| --------------------------------------------------------------------------------------- | ----------------------- | ------- | ----- | ------------ | ------------ | ------------ | ------------ | ------------ | ------------ | ------------- | ------------- | --- |
| Eugen Petrache                                                                          | Simplu vâsle            | 8:05,33 | 4     | 8:02,94      | 5            | nu a avansat | nu a avansat | nu a avansat | nu a avansat | nu a avansat  | nu a avansat  |     |
| Alexandru Aposteanu Octavian Pavelescu                                                  | Dublu vâsle             | 6:58,88 | 2     | N/A          | N/A          | 10:53,17     | 6            | 7:08,27      | 2            | nu au avansat | nu au avansat | 8   |
| Gheorghe Moldoveanu Ștefan Tarasov Ladislau Lovrenschi (cârmaci)                        | Dublu rame cu cârmaci   | 8:13,31 | 1     | N/A          | N/A          | 8:05,52      | 4            | 8:04,38      | 3            | nu au avansat | nu au avansat | 9   |
| Pavel Cichi Dumitru Ivanov Emanoil Stratan Anton Chirlacopschi                          | Patru rame fără cârmaci | 7:21,84 | 4     | 6:44,71      | 2            | N/A          | N/A          | 6:50,13      | 1            | nu au avansat | nu au avansat | 7   |
| Reinhold Batschi Petre Ceapura Ștefan Tudor Francisc Papp Ladislau Lovrenschi (cârmaci) | Patru rame cu cârmaci   | 7:16,50 | 2     | N/A          | N/A          | 6:52,67      | 4            | 6:46,68      | 1            | nu au avansat | nu au avansat | 7   |

## Ciclism
Șosea
| Sportiv   | Probă             | Rezultat      | Loc |
| --------- | ----------------- | ------------- | --- |
| Emil Rusu | Cursă individuală | nu a terminat |     |

Pistă
| Sportiv   | Probă           | Calificări | Calificări | Sferturi     | Sferturi     | Semifinale   | Semifinale   | Finală       | Finală       | Loc          |              |
| Sportiv   | Probă           | Timp       | Loc        | Adversar     | Timp         | Adversar     | Timp         | Adversar     | Timp         | Loc          |              |
| --------- | --------------- | ---------- | ---------- | ------------ | ------------ | ------------ | ------------ | ------------ | ------------ | ------------ | ------------ |
| Emil Rusu | Urmărire 4000 m | 4:56,45    | depășit    | nu a avansat | nu a avansat | nu a avansat | nu a avansat | nu a avansat | nu a avansat | nu a avansat | nu a avansat |

## Lupte
Masculin greco-roman
| Sportiv            | Probă        | Primul meci        | Al 2-lea meci       | Al 3-lea meci      | Al 4-lea meci     | Al 5-lea meci     | Al 6-lea meci     | Al 7-lea meci     | Al 8-lea meci     | Loc |
| Sportiv            | Probă        | Adversar Rezultat  | Adversar Rezultat   | Adversar Rezultat  | Adversar Rezultat | Adversar Rezultat | Adversar Rezultat | Adversar Rezultat | Adversar Rezultat | Loc |
| ------------------ | ------------ | ------------------ | ------------------- | ------------------ | ----------------- | ----------------- | ----------------- | ----------------- | ----------------- | --- |
| Gheorghe Stoiciu   | muscă        | Michalik (POL) C   | Marinko (YUG) E     | Lacour (GER) P     | nu a avansat      | nu a avansat      | nu a avansat      | N/A               | N/A               |     |
| Ion Baciu          | cocoș        | Hazewinkel (USA) C | Traikov (BUL) C     | El-Sayed (EGY) C   | Sakurama (JPN) E  | Öczan (TUR) C     | Varga (HUN) E     | Moschidis (GRE) C | N/A               | 2   |
| Simion Popescu     | pană         | Contreras (MEX) C  | Tumasis (PHI) C     | Schneider (GDR) E  | Laakso (FIN) C    | N/A               | Fujimoto (JPN) P  | nu a avansat      | N/A               | 3   |
| Ion Enache         | ușoară       | Ayvaz (TUR) E      | El-Sherbini (EGY) C | Rost (FRG) P       | nu a avansat      | nu a avansat      | nu a avansat      | nu a avansat      | nu a avansat      |     |
| Ion Țăranu         | semimijlocie | Heffel (CAN) C     | Igumenov (URS) P    | Nettekoven (FRG) C | Berger (AUT) E    | Robin (FRA) P     | N/A               | N/A               | N/A               | 5   |
| Nicolae Neguț      | mijlocie     | Simić (YUG) P      | N/A                 | Knoll (FRG) C      | Kış (TUR) E       | Krumov (BUL) C    | Metz (GDR) P      | N/A               | N/A               | 4   |
| Nicolae Martinescu | semigrea     | Kiehl (FRG) C      | Klinge (GDR) C      | Kiss (HUN) C       | Svensson (SWE) P  | N/A               | Iakovenko (URS) P | Radev (BUL) P     | N/A               | 3   |
| Constantin Bușoiu  | grea         | Kozma (HUN) P      | Bechara (LIB) C     | N/A                | Kment (TCH) P     | nu a avansat      | nu a avansat      | nu a avansat      | N/A               | 5   |

Masculin stil liber
| Sportiv            | Probă    | Primul meci          | Al 2-lea meci        | Al 3-lea meci       | Al 4-lea meci     | Al 5-lea meci     | Al 6-lea meci     | Al 7-lea meci     | Al 8-lea meci     | Loc |
| Sportiv            | Probă    | Adversar Rezultat    | Adversar Rezultat    | Adversar Rezultat   | Adversar Rezultat | Adversar Rezultat | Adversar Rezultat | Adversar Rezultat | Adversar Rezultat | Loc |
| ------------------ | -------- | -------------------- | -------------------- | ------------------- | ----------------- | ----------------- | ----------------- | ----------------- | ----------------- | --- |
| Gheorghe Țarălungă | muscă    | Albarean (URS) P     | Baev (BUL) P         | Nu a avansat        | Nu a avansat      | Nu a avansat      | Nu a avansat      | Nu a avansat      | Nu a avansat      |     |
| Nicolae Cristea    | cocoș    | Alanen (FIN) P       | Aliev (URS) P        | Nu a avansat        | Nu a avansat      | Nu a avansat      | Nu a avansat      | Nu a avansat      | N/A               |     |
| Petre Coman        | pană     | McCourtney (GBR) C   | Bolger (CAN) C       | Jeong-Hyeok (KOR) C | Todorov (BUL) P   | Kaneko (JPN) P    | Nu a avansat      | Nu a avansat      | Nu a avansat      | 5   |
| Ion Enache         | ușoară   | Aguilar (PAN) C      | Horiuchi (JPN) P     | Beriașvili (URS) P  | Nu a avansat      | Nu a avansat      | Nu a avansat      | Nu a avansat      | N/A               |     |
| Francisc Balla     | mijlocie | Mahdizadeh (IRI) C   | Hollósi (HUN) C      | Gardjev (BUL) P     | Nu a avansat      | Nu a avansat      | Nu a avansat      | Nu a avansat      | N/A               |     |
| Nicolae Neguț      | semigrea | Kawano (JPN) P       | Bachmann (GDR) E     | Długosz (POL) P     | Nu a avansat      | Nu a avansat      | Nu a avansat      | Nu a avansat      | Nu a avansat      |     |
| Ștefan Stîngu      | grea     | Uytterhaeghe (FRA) C | Erdene-Ochir (MGL) C | Dietrich (FRG) P    | N/A               | Duraliev (BUL) P  | Nu a avansat      | N/A               | N/A               | 4   |

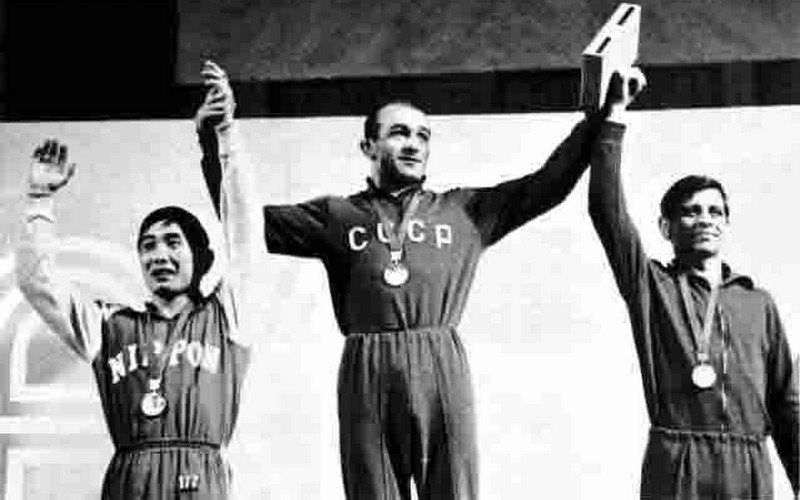
Simion Popescu (la dreapta)
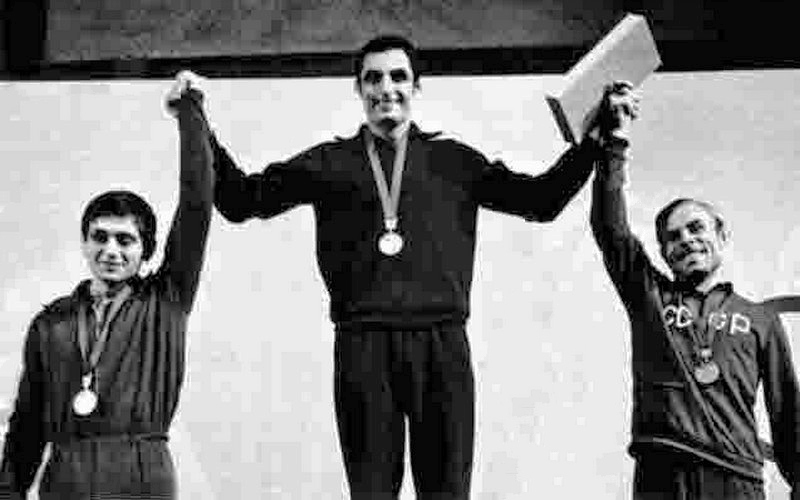
Ion Baciu (la stânga)

## Natație
| Sportiv         | Probă               | Serie  | Serie | Semifinale   | Semifinale   | Finală       | Loc |
| Sportiv         | Probă               | Timp   | Loc   | Timp         | Loc          | Timp         | Loc |
| --------------- | ------------------- | ------ | ----- | ------------ | ------------ | ------------ | --- |
| Ladislau Koszta | 100 m bras masculin | 1:10,1 | 2     | 1:09,8       | 5            | nu a avansat | =13 |
| Ladislau Koszta | 200 m bras masculin | 2:36,4 | 4     | N/A          | N/A          | nu a avansat | =11 |
| Anca Andreiu    | 100 m bras feminin  | 1:11,8 | 3     | nu a avansat | nu a avansat | nu a avansat | =18 |
| Anca Andreiu    | 200 m bras feminin  | 2:38,8 | 4     | N/A          | N/A          | nu a avansat | 19  |

## Scrimă
Zece scrimeri români au participat la cinci probe.
Floretă masculin
- Ion Drîmbă:  aur
- Mihai Țiu: locul 6
- Tănase Mureșanu: locul 7

Floretă masculin pe echipe
- Ion Drîmbă, Iuliu Falb, Ștefan Haukler, Tănase Mureșanu, Mihai Țiu: locul 4

Spadă masculin
- Ștefan Haukler: locul 25
- Tănase Mureșanu: primul tur

Floretă feminin
- Ecaterina Stahl-Iencic: locul 9
- Olga Szabo-Orban: locul 9
- Ileana Gyulai-Drîmbă; locul 13

Floretă feminin pe echipe
- Ecaterina Stahl-Iencic, Olga Szabo-Orban, Ana Pascu, Ileana Gyulai-Drîmbă, Maria Vicol:  bronz

## Tir
La proba de pistol-viteză românul Marcel Roșca, Renart Suleimanov (URSS) și Christian Düring (RDG) s-au aflat la egalitate de puncte. Marcel Roșca a obținut medalia de argint după susținerea unui baraj.
| Sportiv         | Probă              | Prima rundă | Runda a 2-a | Total  | Total |
| Sportiv         | Probă              | Puncte      | Puncte      | Puncte | Loc   |
| --------------- | ------------------ | ----------- | ----------- | ------ | ----- |
| Marcel Roșca    | Pistol viteză 25 m | 295         | 296         | 591    | 2     |
| Virgil Atanasiu | Pistol viteză 25 m | 291         | 296         | 583    | 21    |

| Sportiv            | Probă                                     | Puncte | Loc |
| ------------------ | ----------------------------------------- | ------ | --- |
| Neagu Bratu        | pistol liber 50 m                         | 554    | 8   |
| Lucian Giușcă      | pistol liber 50 m                         | 552    | 11  |
| Ion Olărescu       | armă liberă calibru redus 50 m, 3 poziții | 1.140  | 23  |
| Nicolae Rotaru     | armă liberă calibru redus 50 m, 3 poziții | 1.146  | 12  |
| Nicolae Rotaru     | armă liberă calibru redus 50 m, culcat    | 597    | 4   |
| Marin Ferecatu     | armă liberă calibru redus 50 m, culcat    | 592    | 27  |
| Petre Șandor       | pușcă liberă 300 m, 3 poziții             | 1.138  | 8   |
| Ștefan Kaban       | pușcă liberă 300 m, 3 poziții             | 1.102  | 24  |
| Ion Dumitrescu     | trap                                      | 193    | 11  |
| Gheorghe Florescu  | trap                                      | 191    | 21  |
| Gheorghe Sencovici | skeet                                     | 191    | 11  |